# رود سميث (لاعب كرة قدم أمريكية)
رود سميث (بالإنجليزية: Rod Smith)‏ هو لاعب كرة قدم أمريكية أمريكي، ولد في 12 مارس 1970 في سانت بول في الولايات المتحدة.

## وصلات خارجية
- رود سميث على موقع مرجع كرة القدم المحترفة.كوم (الإنجليزية)